# Adriano Emperado
Adriano Emperado es el principal de los cinco artistas marciales, que crearon el kajukenbo - el sistema de autodefensa. Nació el 15 de junio de 1926 en Kalihi, Honolulu, Estados Unidos. 
Emperado tuvo una infancia dura en Honolulu. Su entrenamiento inicial de artes marciales fue en el escrima filipino, sistema que más tarde influyó en los aspectos de su kajukenbo. Más tarde, Emperado se interesó por el kenpō y alcanzó el cinturón negro del quinto grado bajo dirección de William K. S. Chow.

## Historia
En el año 1947, cinco artistas marciales, quienes se habían llamado la Sociedad de Cinturón Negro (Black Belt Society), se encontraban en el barrio de Honolulu conocido como Asentamiento de Palama. Su objetivo era elaborar un sistema supremo de autodefensa. Ellos eran Peter Y. Choo (practicante de boxeo, occidental y tangsudo o kárate coreano), Frank Ordonez (practicante de Kodenkan Jujitsu of Prof. Okasaki.), Joseph Holck (practicante de judo), Adriano Emperado (practicante de kenpō, escrima filipina), y Clarence Chang (practicante del kung fu/wushu de Shaolin). Al cabo de dos años, los cinco maestros crearon un sistema que era muy eficaz en combates en la calle. Este sistema toma su nombre ("kajukenbo") de las primeras letras de los cuatro estilos de los cuales había nacido. Después, el kajukenbo ha alcanzado una reputación como "el arte perfeccionado de combate sucio en la calle", como uno de sus miembros afirmó.
La primera escuela del kajukenbo fue abierta en Asentamiento de Palama, y dirigida por Emperado y su hermano, Joe. Para ser invencible en las calles, los estudiantes tenían un entrenamiento realista, brutal, y combatían con contacto total. Las lesiones varias eran frecuentes a diario, y el número de estudiantes en la escuela pronto se vio reducido a unos cuantos alumnos leales. De la escuela de Emperado surgieron varios futuros instructores que tuvieron éxitos e influyeron en la comunidad internacional de artes marciales: Sid Asunción, Tony Ramos, Charles Gaylord, Aleju Reyes, Joe Halbuna y Al Dacascos, por nombrar algunos de ellos. 
En 1959, Emperado comenzó a incorporar wushu en el sistema del kajukenbo, cambiando el enfoque desde el duro estilo del karate a una combinación de técnicas duras y suaves. Kajukenbo se ha desarrollado en un estilo abierto a la mejora y dispuesto a aceptar aquello que es eficaz. 
El kajukenbo moderno utiliza su herencia, pero cuida de su reputación como arte que ha nacido para cualquier combate en la calle. Debido a la dedicación vital orientada a la contribución a los artes marciales, la revista Black Belt Magazine (la Revista de Cinturón Negro) ha nombrado a Adriano Emperado su Instructor del Año 1991.
El maestro Emperado Murió el 5 de abril de 2009, a los 83 años.
- Datos: Q375715